# John Van Tongeren
John Warrington Van Tongeren ist ein US-amerikanischer Musiker (Keyboard) und Filmkomponist, der hauptsächlich für das Fernsehen arbeitet.

## Leben
John Van Tongeren wuchs in Phoenix (Arizona) auf.
Er begann seine Karriere in der Musikbranche als Keyboarder diverser Künstler und Bands. Dazu gehörten die Band Q von Stacey Q, Chicago, Roger Daltrey, Robbie Nevil, John Parr, The Chantoozies, Starship, Jeff Beck, Quincy Jones, Al Jarreau, The Pointer Sisters, Living in a Box oder Stryper.
In den 1990er Jahren begann er verstärkt als Filmkomponist zu arbeiten. Zu Beginn dieser Tätigkeit arbeitete er bei Remote Control Productions (damals noch Media Ventures) und komponierte erweiterte Musik für Filmkomponisten wie Hans Zimmer (Thelma & Louise, Drop Zone, True Romance) oder Mark Mancina (Speed, Moll Flanders, Twister, Assassins – Die Killer). Es folgten weitere Kooperationen mit anderen Komponisten, darunter Randy Edelman und John Debney (Die Mumie: Das Grabmal des Drachenkaisers) oder Trevor Rabin und Harry Gregson-Williams (Armageddon – Das jüngste Gericht).
Mit Serien wie Outer Limits oder Poltergeist – Die unheimliche Macht etablierte sich Van Tongeren als eigenständiger Komponist. Seine Arbeit beinhaltet hauptsächlich Fernsehproduktionen, sein Schaffen umfasst mehr als 40 Produktionen.
2005 erhielt Van Tongeren einen BMI Film & TV Award  für seine Arbeit an 4400 – Die Rückkehrer. Im Jahr 2000 und 2001 wurde er jeweils mit einem Gemini Award ausgezeichnet. 2019 gewann er einen Daytime Emmy Award.

## Filmografie (Auswahl)
- 1986: Galaxy Rangers (The Adventures of the Galaxy Rangers, Fernsehserie, 65 Folgen)
- 1995–2001: Outer Limits – Die unbekannte Dimension (The Outer Limits, Fernsehserie, 61 Folgen)
- 1996–1999: Poltergeist – Die unheimliche Macht (Poltergeist: The Legacy, Fernsehserie, 38 Folgen)
- 1998–1999: Die glorreichen Sieben (The Magnificent Seven, Fernsehserie, 3 Folgen)
- 2003: Cheetah Girls – Wir werden Popstars (The Cheetah Girls, Fernsehfilm)
- 2003: Malibu’s Most Wanted
- 2004–2007: 4400 – Die Rückkehrer (The 4400, Fernsehserie, 24 Folgen)
- 2005: Zwexies – Die Zwillingshexen (Twitches, Fernsehfilm)
- 2005: Empire (Miniserie, 6 Folgen)
- 2005: Miss Undercover 2 – Fabelhaft und bewaffnet (Miss Congeniality 2: Armed and Fabulous)
- 2006: Im Bann der dunklen Mächte (The Initiation of Sarah)
- 2007: Zwexies – Die Zwillingshexen zum Zweiten (Twitches Too, Fernsehfilm)
- 2008: War Games 2: The Dead Code (WarGames: The Dead Code)
- 2009: Prinzessinnen Schutzprogramm (Princess Protection Program, Fernsehfilm)
- 2010: Werwolf wider Willen (The Boy Who Cried Werewolf, Fernsehfilm)
- 2011: Zack & Cody – Der Film (The Suite Life Movie, Fernsehfilm)
- 2013: Der große Schwindel (Swindle, Fernsehfilm)
- 2014–2017: Die Tom und Jerry Show (The Tom and Jerry Show, Fernsehserie, 47 Folgen)

## Auszeichnungen
Van Tongeren wurde für die Fernsehserie Outer Limits 1995 für einen CableACE Award nominiert. Er gewann schließlich 2000 und 2001 jeweils einem Gemini Award für seine Arbeit an der Serie. 2005 folgte eine Auszeichnung bei den BMI Film & TV Awards für die Serie 4400. Einen Daytime Emmy erhielt er 2019 für die Zeichentrickserie Die Tom und Jerry Show.